# Gia tộc Hậu Hōjō
Gia tộc Hậu Hōjō (後北条氏 (Hậu Bắc Điều thị) Go-Hōjō-shi) là một trong những gia tộc hùng mạnh nhất ở Nhật Bản thời Sengoku và giữ những lãnh địa trọng yếu ở vùng Kantō.
Gia tộc khởi phát khi Ise Shinkurō, một đại thần của Mạc phủ , bắt đầu xâm chiếm đất đai và củng cố quyền lực vào đầu thế kỷ 16.
Con trai của ông muốn dòng họ mình có một cái tên lừng lẫy hơn Hōjō, theo tên dòng dõi Nhiếp chính của Mạc phủ Kamakura, mà vợ ông là con cháu họ. Do đó ông đổi tên là Hōjō Ujitsuna, và cha ông, Ise Shinkurō, được đổi tên sau khi chết là Hōjō Sōun.
Nhà Hậu Hōjō, đôi khi được gọi là Odawara Hōjō theo tên lâu đài của họ, Lâu đài Odawara ở tỉnh Sagami, không có liên quan gì đến gia tộc Hōjō trước đó. Quyền lực của họ đối chọi với gia tộc Tokugawa, nhưng cuối cùng Toyotomi Hideyoshi nhổ tận gốc nhà Hōjō trong cuộc vây hãm Odawara (1590), lưu đày Hōjō Ujinao và vợ ông là Toku Hime (con gái của Tokugawa Ieyasu) đến núi Kōya, nơi Ujinao chết năm 1591.
Tộc trường nhà Hậu Hōjō qua các thời kỳ
- Hōjō Sōun (1432–1519)
- Hōjō Ujitsuna (1487–1541), con của Sōun
- Hōjō Ujiyasu (1515–1571), con của Ujitsuna
- Hōjō Ujimasa (1538–1590), con của Ujiyasu
- Hōjō Ujinao (1562–1591), con của Ujimasa